# Christie Elliott
Christie Elliott est un ancien footballeur anglais, né le 26 mai 1991 à South Shields en Angleterre. Il évoluait au poste d'attaquant ou d'ailier.

## Biographie
Avec l'équipe de Partick Thistle, il dispute plus de 100 matchs en première division écossaise.

## Palmarès
- Champion d'Écosse de D2 en 2013 avec Partick Thistle